# カフェ酸メチル
カフェ酸メチル（カフェさんメチル、Methyl caffeate）は、ヒドロキシケイ皮酸のエステルの一種である。カフェー酸メチル、コーヒー酸メチル、カフェイン酸メチルとも呼ばれる。

## 天然における存在
カフェ酸メチルは、中国に広く分布している薬用植物であるPolygonum amplexicaule var. sinense（中国名: 抱茎蓼）やスズメノナスビ（Solanum torvum）の果実
に含まれている。

## 健康効果
カフェ酸メチルはストレプトゾトシンで誘導された糖尿病ラットにおいて抗糖尿病効果を示す。